# Perdido por perdido
Perdido por perdido es una película argentina de policial suspenso de 1993 dirigida por Alberto Lecchi y protagonizada por Ricardo Darín, Enrique Pinti, Carolina Papaleo, Jorge Schubert y Ana María Picchio. Fue escrita por Lecchi y Daniel Romañach. El filme fue rodado en Buenos Aires y Río de Janeiro (Brasil), y se estrenó el 29 de julio de 1993.

## Argumento
Ernesto Vidal pasa por un mal momento: sus ingresos como viajante de comercio más lo de su compañera Verónica como profesora de gimnasia son inferiores a sus gastos, principalmente por las cuotas de la hipoteca que tomó para comprar su departamento, y a ello se sumó la advertencia de su jefe de que debido a la situación económica peligra su empleo. Cuando concurre a la financiera que le dio el préstamo, no le ofrecen en principio, ninguna solución para sus cuotas atrasadas, pero finalmente el gerente Octavio del Buono (Fernando Siro), pidiéndole absoluta reserva le da el nombre de quien puede aportarle una solución.
Se encuentran en un bar y Carlos Pieroti le hace su proposición: Ernesto le entrega su auto y luego lo denuncia como robado, Pieroti le da el dinero necesario para las cuotas y Ernesto le entregará el total que cobre del seguro (que es más que lo que recibió); a regañadientes y sin decirle a su compañera acepta porque no ve otra salida. Cuando el seguro recibe el reclamo, lo pasa para que lo revise su asesor Gerardo Matesutti (Enrique Pinti) un expolicía que debió retirarse por haber quedado rengo en un tiroteo. Por accidente Matesutti ve a Pieroti visitando a Ernesto y por el auto que conduce lo conecta con la financiera por lo que, con ayuda de su novia Clara entra en ella de noche y toma datos de la computadora. Averigua que la constructora se dedica a apoderarse mediante maniobras ilegales de terrenos sobre los cuales edifica departamentos que luego vende con préstamos usurarios de la financiera y cuando alguien no puede pagar aparece Pieroti; todos integran el poderoso grupo Arregui conducido por una persona con aspiraciones políticas.
Matesutti graba los datos en un disquete que deja en poder de Clara y cita a Ernesto. Le dice que informará a la aseguradora cómo pese a su precaria situación económica había pagado su deuda en la financiera al día siguiente del supuesto robo y con ese informe no le pagarán; sin embargo tiene una proposición: Ernesto debe llevar una carpeta con los datos, pedir tratar sólo con Arregui y, sin decir nada sobre el papel de Matesutti exigirle paguen 500.000 dólares –que luego repartirían por mitades- a cambio del disquete cuyos datos darían por tierra con su futuro político en caso de difundirse. Ernesto lo hace y Arregui, que es una mujer acepta pagarle pero pide la ayuda de un policía corrupto. Éste trata, sin resultado, de hallar el disquete y en su búsqueda mata a Matesutti y a Del Buono. Una vez fijado el lugar del intercambio el policía arma una trampa pero Ernesto la elude y decide poner los datos en manos de la prensa. Luego de hablar con Clara, quien decide no acompañarlos en su huida, Ernesto escapa a Brasil con su compañera, para así comenzar una nueva vida (utilizando nuevos nombres) con ayuda del dinero cobrado.

## Crítica
Los críticos Elena Goity y David Oubiña opinan que:

“la película se sustenta en los juegos de ingenio (Matesutti es fanático de las palabras cruzadas) y en un relato inteligente (como la inesperada fuga por las alcantarillas) ... Igual que Verónica, que juega a los detectives, el filme juega al policial. Es difícil encontrar en el policial argentino -excesivamente tributario de un naturalismo referencial- este gusto por el juego con los códigos genéricos. En la narrativa de Dashiell Hammett, fuente ineludible del cine negro, lo que se revela como real es la actividad creadora, la enunciación, lo enunciado, en cambio, comienza y acaba con una historia frente a una primera interpretación de los hechos siempre es posible proponer una segunda. En el filme, como en la estafa, se trata de armar un mecanismo de encastre perfecto. Y, si bien Matesutti resultará muerto, el matrimonio Vidal logra huir a Brasil con el dinero…."Usted me cae bien Vidal, desde la primera vez que lo vi, supe que era un tipo honesto", dice Matesutti mientras le propone un chantaje. Es la óptica del mundo al revés, donde los honestos roban a empresarios supuestamente respetables, que son los verdaderos ladrones. Por lo general estos filmes… intentan rescatar la ética de ciertos delincuentes desprotegidos ante los explotadores, las actitudes de estos improvisados criminales aparecen justificadas en la idea de que el mundo es injusto…El mundo se divide en ganadores y perdedores, tal como lo distribuye la corrupta dueña de la financiera a quien los pequeños héroes de Perdido por perdido planean estafar. Pero para franquear ese límite no hace falta más que un paso, la ocasión hace al ladrón. De hecho, los perdedores intentan primero subsistir honradamente; sólo recurren a las tentaciones de la ilegalidad como último recurso y, casi se diría, llevados por la circunstancia.”

Marcelo Zapata en Ámbito Financiero opinó que se trataba de “Un cine negro porteño que felizmente no lleva estampado en el orillo la marca de la imitación americana. No hay corridas de coches, ni más balas que las justas pese al ambiente de profunda sordidez”, en tanto Fernando López en el diario La Nación consideraba “El buen oficio de Lecchi, su exacto manejo del tiempo narrativo y su fluidez (...)  disimulan en buena medida algunas ingenuidades del libreto y cierta falta de vigor que se advierte sobre todo en el dibujo psicológico de algunos personajes” y para Manrupe y Portela se trataba de un "policial de entretenimiento que dentro de lo convencional y arbitrario consigue mantener el interés, hasta el final bastante poco creíble.

## Reparto
- Ricardo Darín	... 	Ernesto Vidal
- Enrique Pinti	... 	Gerardo Matesutti
- Carolina Papaleo	... 	Verónica
- Jorge Schubert	... 	Carlos Pieroti
- Ana María Picchio	... 	Clara
- Fernando Siro	... 	Octavio Del Buono
- Alberto Segado	... 	Comisario Garcés
- Julia von Grolman	... 	Arregui
- Walter Santa Ana	... 	Don Javier Mierces
- José María López	... 	Sanders
- Alberto Busaid	... 	Guardia de la Financiera
- Cristina Fridman	... 	Carmen
- Theodore McNabney	... 	Empresario (como Teo McNabey)
- Marcos Woinsky	        ... 	Periodista
- Enrique Latorre

## Premios
- Premio Mejor Edición en el Festival Internacional del Nuevo Cine Latinoamericano de La Habana, Cuba
- Premio al Mejor Actor otorgado a Enrique Pinti por la Revista Sin Cortes, 1994.
- Premio Mejor Actor de Reparto otorgado a Enrique Pinti en el Festival Internacional del Nuevo Cine Latinoamericano de La Habana, Cuba.
- Cóndor de Plata Mejor Actor de Reparto otorgado a Enrique Pinti por la Asociación de Cronistas Cinematográficos de la Argentina.
- Premio ARGENTORES a la mejor producción cinematográfica 1993.